# Victoria amazonica
Victoria amazonica (syn. Victoria regia) este o specie de nuferi de dimensiuni foarte mari, originară din Brazilia. Atât frunzele cât și florile au aceste dimensiuni. Frunzele au diametrul de până la 2 m, sunt peltate și au marginile ridicate în sus formând cu restul frunzei un unghi de aproximativ 90°. Florile sunt și ele de dimensiuni mari având până la 0,40 m diametru. Ele sunt viu colorate și frumos mirositoare. În România această specie este cultivată în grădini botanice, în bazine cu apă special amenajate.